# Maria (Heraldik)
Die heilige Maria, die Mutter Jesu oder Muttergottes, erscheint in der Heraldik als gemeine Figur in verschiedenen Darstellungen in Wappen. Sie wird häufig im Schild und weniger im Oberwappen dargestellt.
Das Marienbildnis kann stehend mit Jesuskind im rechten oder linken Arm oder sitzend auf einem Thron mit dem Kind auf den Schoß ausgeführt sein. Auch als Jungfrau und in anderen Körperhaltungen wie kniend oder betend kommt sie vor. Maria selbst erscheint im Wappen oft gekrönt und mit Heiligenschein, mit einem faltenreichen Gewand und offenem Haar. Häufig erscheint zusätzlich oder anstelle einer figürlichen Darstellung auch eines der marianischen Attribute, etwa Rosen oder Lilien.
Die vielfältige Darstellung im Wappen ist hinreichend in der Blasonierung zu beschreiben, da nicht immer alle Merkmale zutreffen. Schon die Farbgebung der Kleider kann blau, rot, Gold oder Silber sein. Maria kommt in Wappen auch als Mondsichelmadonna vor.

Beispiele
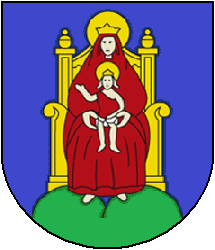
Damvant
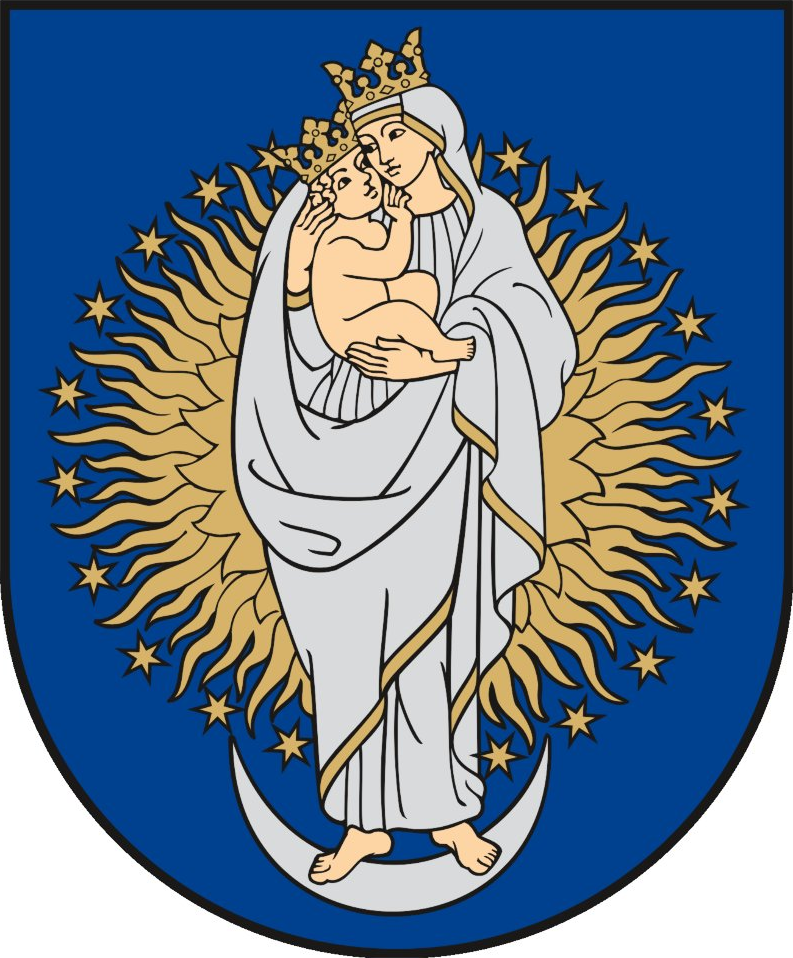
Eišiškės (Litauen)
Gessertshausen
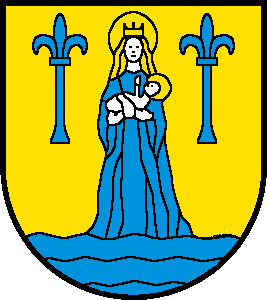
Meltingen
Schmölln
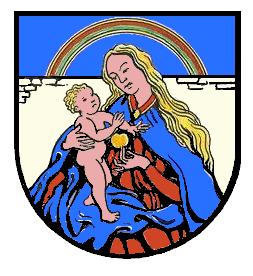
Stuppach

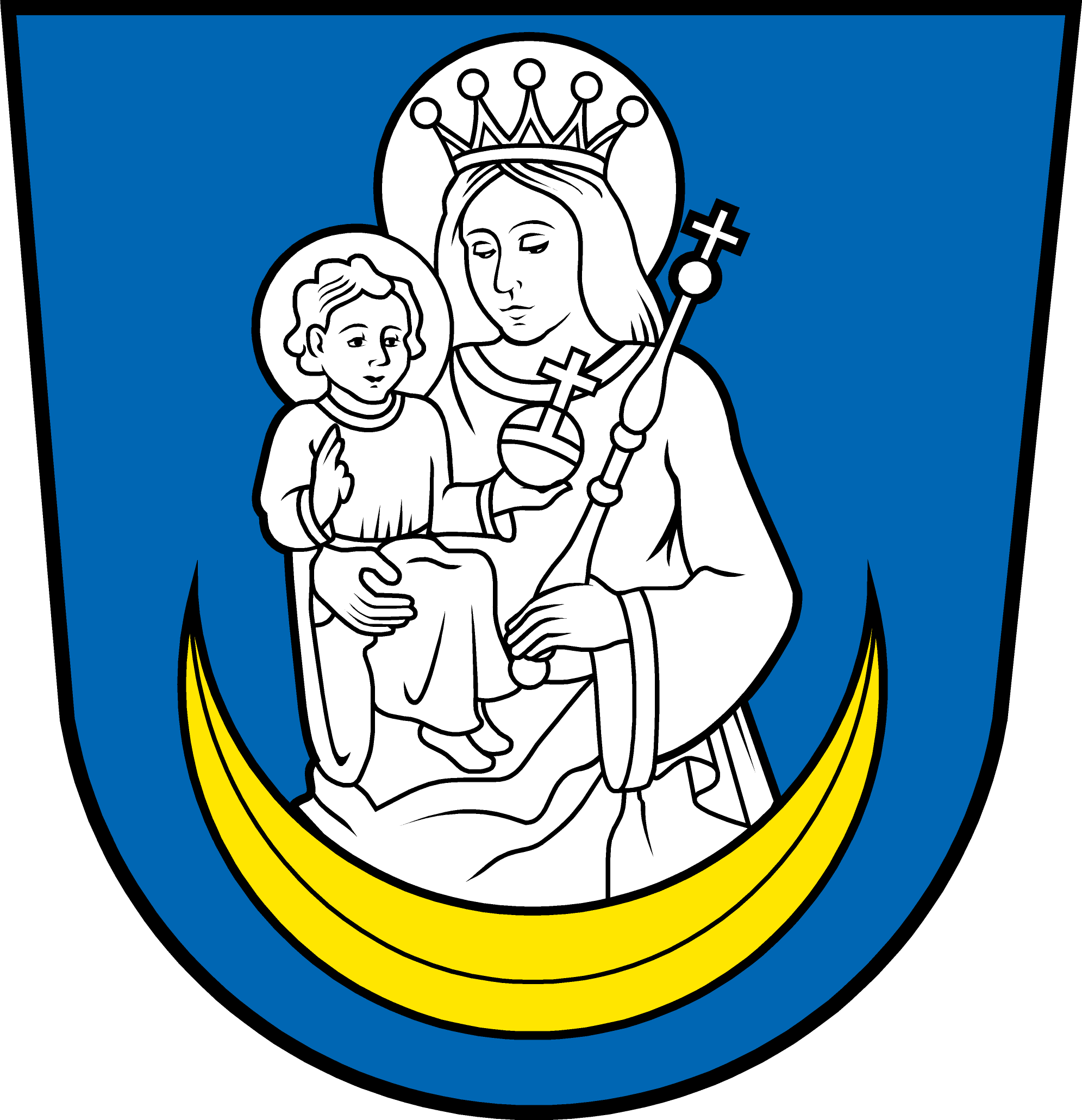
Kloster Irsee
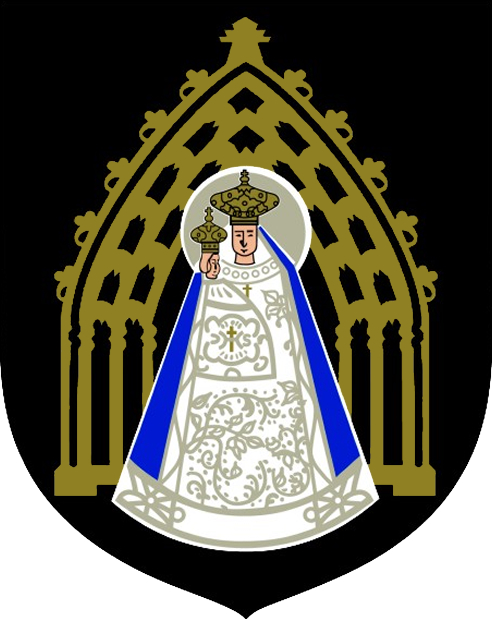
Mariazell (Steiermark)
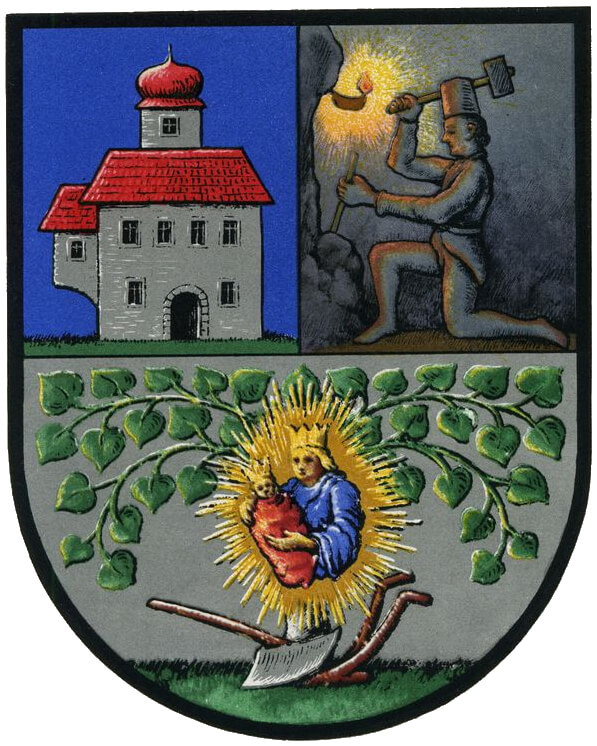
Maria Lankowitz (AUT) (Version bis 2014)
Lebbeke (Ostflandern)
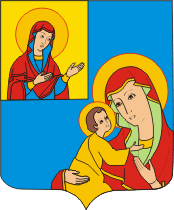
Kobryn (Belarus) mit Anna
Minsk (Belarus)
Rouffach (Haut-Rhin)